# Les Platons
Les Platons is een heuvel en het hoogste punt van  Jersey. Jersey is net zoals Guernsey en het in de Ierse Zee gelegen eiland Man een Crown dependency dat direct onder de Britse Kroon valt. Les Platons heeft een hoogte van 143 meter.